# Viaje de Le Maire y Schouten

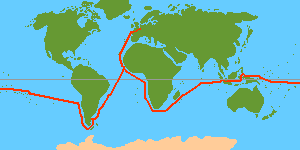
Viaje de Le Maire y Willem Schouten 1615-1617

El viaje de Le Maire y Schouten (1615-17) fue la expedición de exploración del océano Pacífico organizada por Isaac Le Maire, bajo la dirección de su hijo Jacob Le Maire, y con los capitanes Jan y Willem Schouten. La financiación corrió a cuenta de la Compañía Australiana, una compañía comercial organizada en la ciudad holandesa de Hoorn para competir con la recientemente fundada (1602) Compañía Neerlandesa de las Indias Orientales (Vereenigde Oostindische Compagnie o VOC, que en neerlandés, literalmente, es la Compañía de las Indias Orientales Unidas).
Le Maire y Schouten, con dos barcos, el Eendracht [Concordia] y el Hoorn, partieron de Texel, en Holanda, en junio de 1615. Su propósito era encontrar el supuesto continente austral, que Pedro Fernández de Quirós había dado a entender, y, en caso de no encontrarlo, seguir hasta las Indias Orientales Neerlandesas para comerciar. Debido a que la VOCs tenía la exclusiva neerlandesa del uso de la ruta a través del estrecho de Magallanes, Le Maire y Schouten buscaron un paso más al sur. Hallaron el estrecho de Le Maire, entre la isla Grande de Tierra del Fuego y la «Staten Landt» (Tierra de los Estados, hoy día isla de los Estados), bautizado en honor a los Estados Generales, el parlamento de las Provincias Unidas de los Países Bajos. En esta travesía perdieron el Hoorn en un incendio y, poco después, doblaron el «cabo del Hoorn» (hoy en día cabo de Hornos), bautizado en recuerdo del barco perdido.
Seguidamente continuaron hacia el norte en busca de víveres en las islas Juan Fernández antes de cruzar el Pacífico. El capitán Jan Schouten murió poco después de escorbuto. Siguiendo una ruta similar a Quirós, descubrieron diversas islas al norte de las Tuamotu y al norte de Tonga hasta llegar a las islas Hoorn (hoy islas Horn), llamadas así en honor a la ciudad natal de Schouten y sede de la compañía patrocinadora del viaje.
Al llegar a Batavia fueron apresados por infringir el monopolio de la VOC, ya que no se creyó que hubiesen encontrado una nueva ruta. Confiscaron el barco que les quedaba y les enviaron de regreso a los Países Bajos. En el viaje de vuelta murió Le Maire.
El relato del viaje, atribuido a Schouten, fue publicado inmediatamente y tuvo gran éxito con múltiples reediciones. Cinco años más tarde se publicó el relato de Le Maire basado en el diario recuperado de la Compañía de las Indias. Pero el viaje no consiguió sus objetivos económicos y no tuvo continuidad.
Ruta del viaje:
- Texel, Holanda (14 de junio de 1615).
- América del Sur
  - Estrecho de Le Maire (25 de enero de 1616).
  - Kaap Hoorn (29 de enero).
- Islas Juan Fernández (1 de marzo).
- Tuamotu
  - Honden, 'isla de los Perros' (Puka Puka) (10 de abril). No encontraron a ningún habitante, sólo a tres perros que no ladraban.
  - Sondre Grondt, 'Sin Fondo' (islas del Rey Jorge) (14 de abril). No consiguieron fondear.
  - Waterlandt, 'Tierra de Agua' (Manihi) (16 de abril). Cargaron agua.
  - Vliegen, 'isla de las Moscas' (Rangiroa) (18 de abril). Tuvieron que huir cubiertos totalmente de moscas.
- Tonga:
  - Cocos (Tafahi) (10-13 de mayo). Compraron 1200 cocos, más de una docena por tripulante.
  - Verradors, 'Traidores' (Niuatoputapu) (10 de mayo). Fueron atacados por sorpresa.
  - Goede Hoop, 'Buena Esperanza' (Niuafo'ou) (14 de mayo). Tenían la esperanza de encontrar víveres, pero solo consiguieron cuatro peces.
- Wallis y Futuna:
  - Hoornche Eylandt, islas Horn (Futuna y Alofi) (19-31 de mayo).
- Nueva Guinea
  - Green Islands, en Nueva Irlanda (24 de junio).
  - Islas Schouten (24 de julio).
- Ternate, en las Molucas (17 de septiembre).
- Batavia (16 de octubre).
- Ámsterdam, 1 de julio de 1617.

En el extremo sur americano han sido conservados algunos topónimos dados por esta expedición: estrecho de Le Maire, isla de los Estados, islas Barnevelt y cabo de Hornos en la isla Hornos.